# Santa Anita, San Diego de la Unión
Santa Anita är en ort i Mexiko.   Den ligger i kommunen San Diego de la Unión och delstaten Guanajuato, i den centrala delen av landet, 280 km nordväst om huvudstaden Mexico City. Santa Anita ligger 2 057 meter över havet och antalet invånare är 143.
Terrängen runt Santa Anita är huvudsakligen platt, men västerut är den kuperad. Runt Santa Anita är det ganska glesbefolkat, med 38 invånare per kvadratkilometer. Närmaste större samhälle är San Diego de la Unión, 6,5 km norr om Santa Anita. Omgivningarna runt Santa Anita är i huvudsak ett öppet busklandskap.